# Gibus

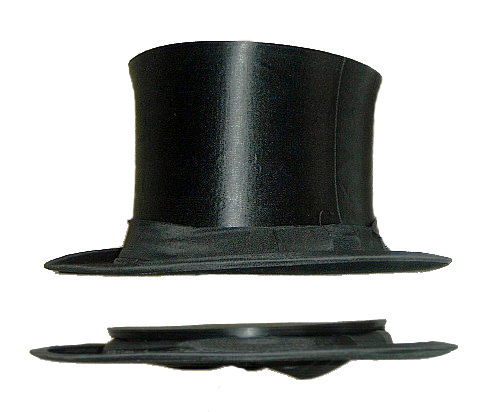
Gibus

Il gibus (anche noto come chapeau claque) è un cappello a cilindro brevettato dal cappellaio francese Antoine Gibus che depositò il primo brevetto il 23 luglio 1834, anche se meccanismi simili erano apparsi da una decina d'anni prima a Londra e poi a Parigi.
Questo tipo di cappello contiene sottilissime molle in acciaio che gli permettono di rimettersi in forma, con la sollecitazione della tesa, dopo essere stato compresso verticalmente. Ciò permette all'indossatore di appiattire il suo cilindro, e di portarlo sotto braccio o riporlo in ambienti minimi.
Il soprannome chapeau claque deriva dal rumore prodotto dallo scatto delle molle.

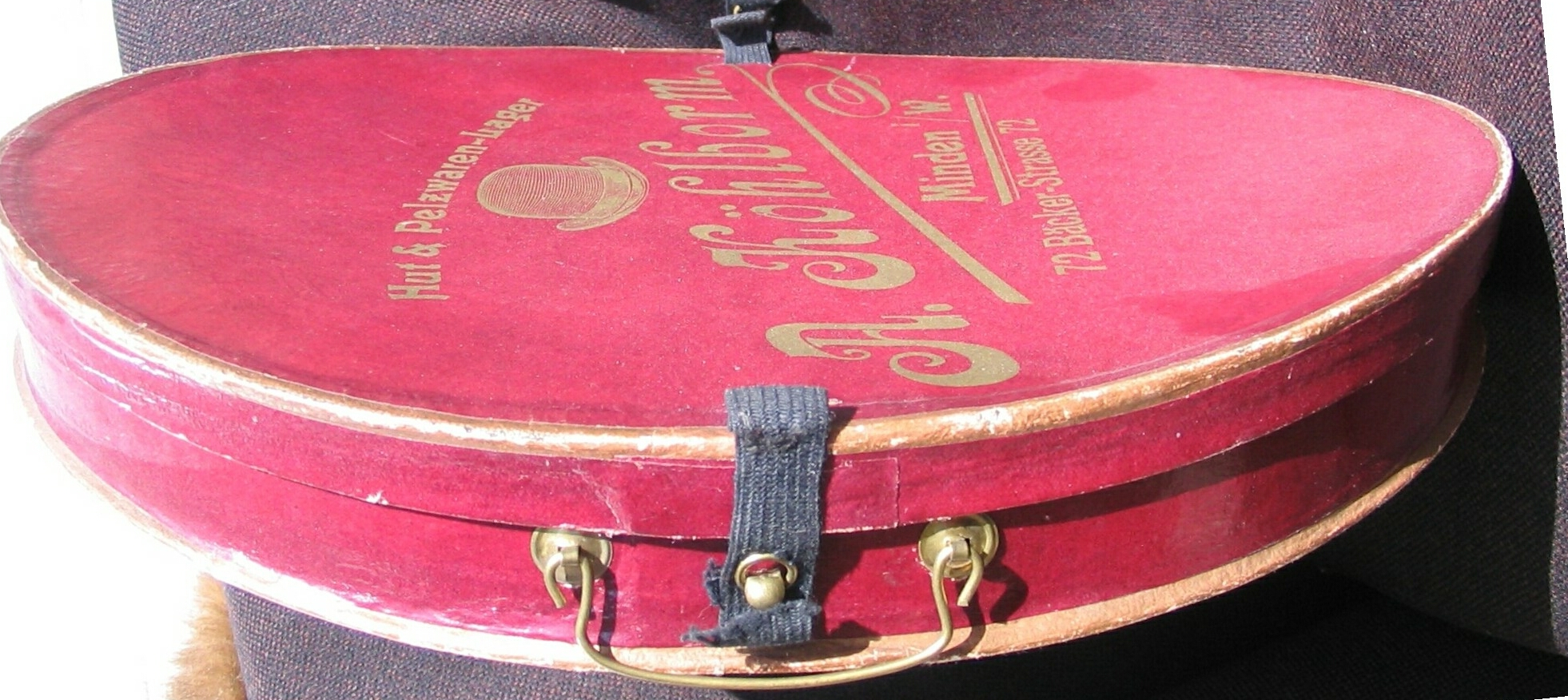
Contenitore per cappello Gibus

Il gibus è citato da Julian Barnes nel libro Il pappagallo di Flaubert come curiosità relativa allo strano comportamento dell'autore di Madame Bovary, che si portò un gibus in Egitto per visitare le piramidi. Episodio confermato dalle lettere di Flaubert.
Anche il celebre ladro letterario Arsenio Lupin sotto le mentite spoglie di Horace Velmont indossa un gibus in L'anello muziale, storia breve scritta da Maurice Leblanc e contenuta nell'antologia Le confidenze di Arsenio Lupin. 
Viene citato anche da Edmondo De Amicis in L'idioma gentile, nel capitolo "Chi dice la peggio", da Luigi Pirandello in Il fu Mattia Pascal, da Giuseppe Tomasi di Lampedusa nel suo Gattopardo, parte VI e inoltre nel romanzo Il piacere di Gabriele D'Annunzio, precisamente nel capitolo II, e vari altri.